# Cookie (periodico)
Cookie (クッキー?, Kukkī) è una rivista giapponese di manga shojo pubblicata dalla Shūeisha dal 1955. Al luglio 2007 vende circa 200 000 copie a pubblicazione.
Cookie è collegato a Ribon, in quanto la rivista sorella di quest'ultima, Ribon Comic, conosciuta dal 1978 col nome di Bouquet (ぶ〜け?) è la testata precedente a Cookie, in quanto ha terminato la sua pubblicazione nel marzo 2000, pochi mesi dopo la nascita di quest'ultima.
Attualmente, i mangaka che lavorano su Cookie hanno lavorato precedentemente su Bouquet, con addirittura alcune serie che hanno continuato la loro pubblicazione dopo la chiusura di quest'ultima. Su Cookie lavorano inoltre anche alcune mangaka di Ribon, come Miho Obana e Ai Yazawa.
La serie più famosa di questa rivista è senza alcun dubbio  Nana, uno dei primi manga pubblicati ed ancora in pubblicazione, giunto anche in Italia come in molti altri stati.

## Mangaka e manga nella Cookie
- Toriko Chiya
  - Clover (precedentemente nel Bouquet)
- Sakura Fujisue
  - Ano Ko to Issho
- Akiko Higashimura
  - Kisekae Yuka-chan
- Koi Ikeno
  - Tokimeki Midnight
- Miho Obana
  - Honey Bitter
- Ai Yazawa
  - Nana